# Algo de Errado Não Está Certo
Algo de errado não está certo é um filme brasileiro de 2020 escrito e dirigido por Evandro Berlesi.
O filme foi produzido através do projeto de cinema independente Alvoroço realizado na cidade de Alvorada, no Rio Grande do Sul, que consiste em produzir filmes de baixo orçamento com a população alvoradense, com equipe, elenco e trilha sonora local. O projeto também é rodado em outras cidades, no caso deste 6º longa, ocorreram gravações em Canoas e Porto Alegre,  contando também com participações de atores consagrados como Nelson Freitas, Werner Schunemann, Danny Gris e do comediante Rogério Morgado.    

## Sinopse
Os detetives Walter Biombo e Tony Dodoy estão investigando o misterioso assassinato do motorista de Uber, Deoclécio Bacia, vítima da “síndrome de Silvio Santos” (não consegue parar de imitar o apresentador). Porém, o que aparentemente parecia ser um crime banal de suicídio passional em legítima defesa, começa a complicar quando surgem misteriosas mortadelas que indicam trata-se de uma conspiração dos alienígenas do passado no pretérito perfeito da obra do shopping de Alvorada.[carece de fontes?]

## Elenco
- Anderson Dravasie – Walter Biombo
- Jerry Lucas – Tony Dodoy
- Nelson Freitas – Celso Miquimba
- Rogério Morgado – Deoclécio Bacia
- Werner Schünemann – Ronaldo Nikavrula
- Danny Gris - Breno
- Lesi Morato - Gislaine
- Fernando Russowsky - Zoroastro
- Douglas Lunardi – Palhaço Mandolate
- Karen Lourenzi - Jocasta
- Ana Paula Smolinski – Ruth Bacia
- Denise Franzen - Evilásia
- Fabricio Miranda - Sabugo
- Dioudmar Santiago - Vilmar
- Sandro L. Ribeiro - Egidio
- Amaral Instrutor - Jaguara
- Aline Guilardi - Salete
- Gabryel Nunes – Onofre
- Cristiano Garcia – Heraldo Bacia
- Eduardo Toledo – Mohamed Lampreia
- Juliana Thomaz – Leopolda Lampreia
- Graça Garcia – Bruxa Véia
- Edimilso Silva – Eddie Murphy Fake
- Damião Oliveira – Sr. Poligrafo
- Ildefonso Charek – Bebê Bizarro
- Ritchele Gonçalves – Secretária Cega
- Milton Tavares - Ambrósio
- Nunes Miguelangelo – Libório Ximia
- Jairo Mello – Elvis
- Henrique S. Rodrigues - Médico
- João Alberto - Padre
- Leandro Sagguy – Mameluco da Mega
- Letícia Guizzo – Mulher do Táxi
- Ana Schimidt - Darciléia
- Rafael Moita – Rapaz do Estúdio
- Jessica Pegoraro Frozi – Suspeita 1
- Meyse Lima – Suspeita 2
- Laise Nunes – Suspeita 3
- Nicolas G. Zanco – Flanelinha 1
- Henrique Santos – Flanelinha 2
- Marcio Gelain - Garçom
- Michelly Tavares - Juju Fofuxa
- Regina Perez – Vereadora Zumbi
- Kim Maxell – Papai Noel do Crack
- Alexandre Alves MC – Rapper do Algodão
- Patricia de Brito – Noiva do Sacolé
- Iasmin Oliveira – Aeromoça do Ônibus
- Belize Roque – Punk Evangélica
- Mauricio L. Ferreira – Cangaceiro LGBT
- Michelle Neves – Prenda Psicopata
- Leonardo Leal – Marinheiro de Chernobyl
- Insano Normal – Motoboy Mendigo
- Cassio Cardoso – Aluno Árabe
- Emerson Secco – Fotógrafo Criminal
- Cesar Ferreira – Capanga 1
- Diego Garcia. – Capanga 2
- Leandro Cebinho – Capanga 3
- Alana Silva – Jéssica
- Felipe Chagas – Baterista
- Luiz Felipe Fleck – Menino da Bolinha
- Douglas Pedro – Quebra Violão
- Ricardo Janke – Musico da Praça
- Matheus Almeida – Marginal do Polígrafo
- Dirceu Sabugo - Dançarino
- Jonathan Alves – Cobaia de Breno
- Rosângela Freitas – Mulher Feia
- Marcio Motta – Homem com Faca
- Altemir Alves – Homem com Disco

## Produção
O filme foi realizado sem orçamento. Ninguém recebeu cachê. Calcula-se que os pequenos gastos não ultrapassaram o valor de  15 mil reais. Algo de errado não está certo foi o sexto longa-metragem gravado pelo projeto Alvoroço em Alvorada. O primeiro foi Dá um tempo! (2008), o segundo Eu odeio o Orkut  (2011), o terceiro  Eu odeio o Big Bróder (2013),  o quarto  O maníaco do Facebook (2016) e o quinto Cidade Dormitório (2018). A produção só foi possível devido a um apoio da empresa Naymar Infraestrutura Audiovisual que disponibilizou equipamentos de iluminação para o projeto. E a finalização da obra também contou com uma campanha bem sucedida de crowdfunding.  